# Tobelo (langue)
Pour les articles homonymes, voir Tobelo.

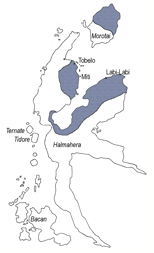
Carte de l'île de Halmahera montrant les régions où est parlé le tobelo

Le tobelo est une langue de la famille des langues papoues occidentales parlée dans l'île de Halmahera et plusieurs îles voisines dans les Moluques, en Indonésie. Il appartient à la branche des langues halmahera du Nord de cette famille.
Le cœur du pays tobelo est le kecamatan (district) de Tobelo, situé sur la côte occidentale du golfe de Kao.

## Dialectes
On reconnaît généralement 6 dialectes principaux du tobelo (Voorhoeve 1988) :
- Heleworuru,
- Boeng,
- Dodinga,
- Lac Paca,
- Kukumutuk,
- Popon.

Pour certains, le tugutil ou « tobelo de la forêt » pourrait constituer un 7e dialecte.
En outre, Voorhoeve identifie 5 autres langues Halmahera du Nord apparentées au tobelo : le galela, le loloda, le modole, le pagu et le tabaru.

## Directions
La plupart des quelque 50 langues des Moluques ont un système de directions. Le tobelo, pour la  
distinction haut-bas, utilise des termes spatiaux empruntés au malais que le malais lui-même n'utilise pas pour désigner des directions. Ainsi : 
bawah = « bas », atas = « haut », darat = « terre », laut = « mer ».
Les termes de direction tobelo ont été décrits par Taylor (1984). Les adverbes de 
direction tobelo sont utilisés :
1. avec des verbes de mouvement pour préciser la direction,
2. avec des noms pour préciser le mouvement depuis ou vers un objet.

L'interprétation d'un adverbe de direction dépend donc entièrement du contexte. Les termes de direction sont donc des déictiques. Par exemple :
```
	o   tau    t-oiki
	NM  maison 1AGT-aller
	« Je vais vers la maison »

```

Si je rencontre quelqu'un du côté de la terre par rapport à la maison, cela veut dire que je me dirige vers l'intérieur des terres depuis chez moi.  
Si je rencontre quelqu'un du côté de la mer par rapport à la maison, cela veut dire que je me dirige de l'intérieur des terres vers chez moi. 
|       | Déictique | Adverbe |
| terre | dina      | -iha    |
| mer   | dai       | -oko    |
| haut  | daku      | -ilye   |
| bas   | dau       | -uku    |
| sur   | doka      | -ika    |
| ----- | --------- | ------- |